# Lomtjärnen (Nordmarks socken, Värmland, 665007-140061)
Lomtjärnen är en sjö i Filipstads kommun i Värmland och ingår i Göta älvs huvudavrinningsområde.